# Andrej Alekszejevics Csernisov
Andrej Alekszejevics Csernisov (oroszul: Андрей Алексеевич Чернышов; Moszkva, 1968. január 7. –) orosz labdarúgóedző, korábban szovjet és orosz válogatott labdarúgó.

## Pályafutása

### Klubcsapatokban
Pályafutása során több csapatban is megfordul, melyek a következők voltak: Gyinamo Moszkva, Szpartak Moszkva, Sturm Graz, PAÓK, SpVgg Greuther Fürth, Royal Antwerp, Torpedo Moszkva, DSV Leoben, BSV Bad Bleiberg, Rubin Kazany.

### A válogatottban
Tagja volt az 1990-ben Európa-bajnokságot nyerő szovjet U21-es válogatottnak.
1990 és 1991 között 18 alkalommal szerepelt a szovjet válogatottban. 1992-ben 8 mérkőzésen lépett pályára a FÁK válogatottjában és részt vett az 1992-es Európa-bajnokságon. 1992 és 1993 között 3 alkalommal játszott az orosz válogatottban.

### Edzőként
Aktív pályafutását követően edzősködni kezdett és 2002 augusztusban kinevezték az orosz U21-es válogatott élére. Ezt követően számos klubnál dolgozott, melyek a a következők voltak: Szpartak Moszkva, Dinamo Tbiliszi, FK Vicebszk, Gyinamo Brjanszk, Akzsajik FK.
2015 októberében a szerb Spartak Subotica vezetőedzője lett. A posztot két éven keresztül töltötte be.

## Sikerei, díjai

### Játékosként
Szpartak Moszkva
- Orosz bajnok (1): 1992
- Szovjet kupagyőztes (1): 1991–92

Sturm Graz
- Osztrák kupagyőztes (1): 1995–96

Szovjetunió
Szovjetunió U21
- U21-es Európa-bajnok (1): 1990